# Fony (Hungria)
Fony é um município da Hungria, situado no condado de Borsod-Abaúj-Zemplén. Tem 40,56 km² de área e sua população em 2015 foi estimada em 320 habitantes.